# Plac Zgody w Szczecinie
Plac Zgody (do 1945 r.: Bismarckplatz) – jeden z głównych placów szczecińskiej dzielnicy Śródmieście.
Na placu krzyżują się następujące ulice: aleja Wojska Polskiego, ulica Księcia Bogusława X, Bohaterów Getta Warszawskiego i Edmunda Bałuki.

## Historia
Plac powstawał do końca lat 80. XIX w i w 1880 r. otrzymał nazwę Bismarck Platz obowiązującą do 1945. Zabudowa placu składała się wtedy z czterokondygnacyjnych czynszowych kamienic.
W wyniku działań wojennych (II wojna światowa) zachodnią stronę placu w 1944 r. zbombardowano, a jego zabudowa została zniszczona.
Bezpośrednio po wojnie nosił nazwę placu Zgody. W dniu 1 marca 1950 r. przemianowany na plac Przyjaźni Polsko-Radzieckiej. Do swojej pierwotnej, powojennej nazwy plac powrócił wkrótce po przemianach ustrojowych w 1989 r. W 1973 r. zlikwidowano linię tramwajową przebiegającą przez plac, zaś w miejscu zniszczonych kamienic w latach 80. XX w. wzniesiono nowe budynki mieszkalne oraz pawilony handlowe.

## Galeria

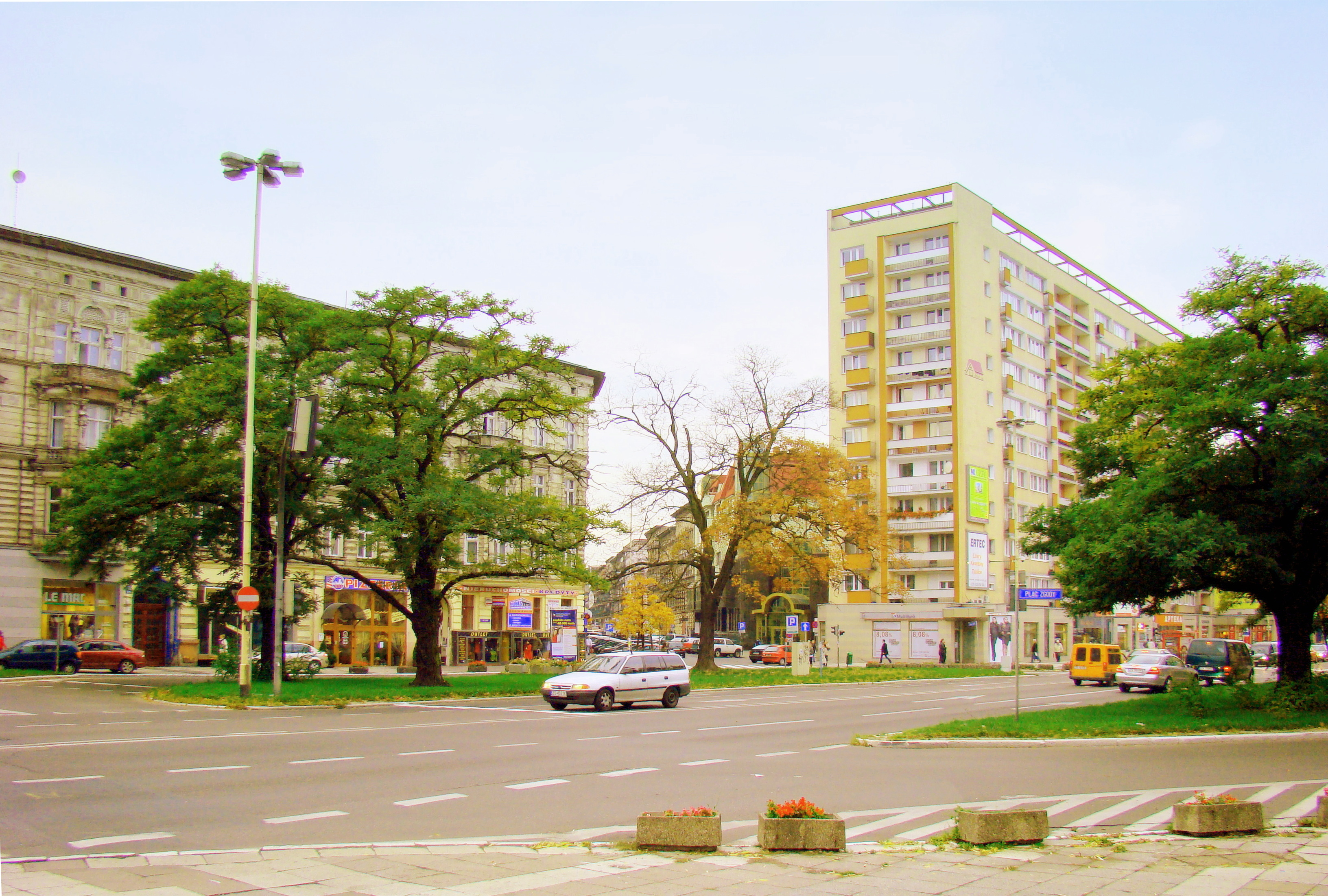
Plac Zgody w 2008 r.
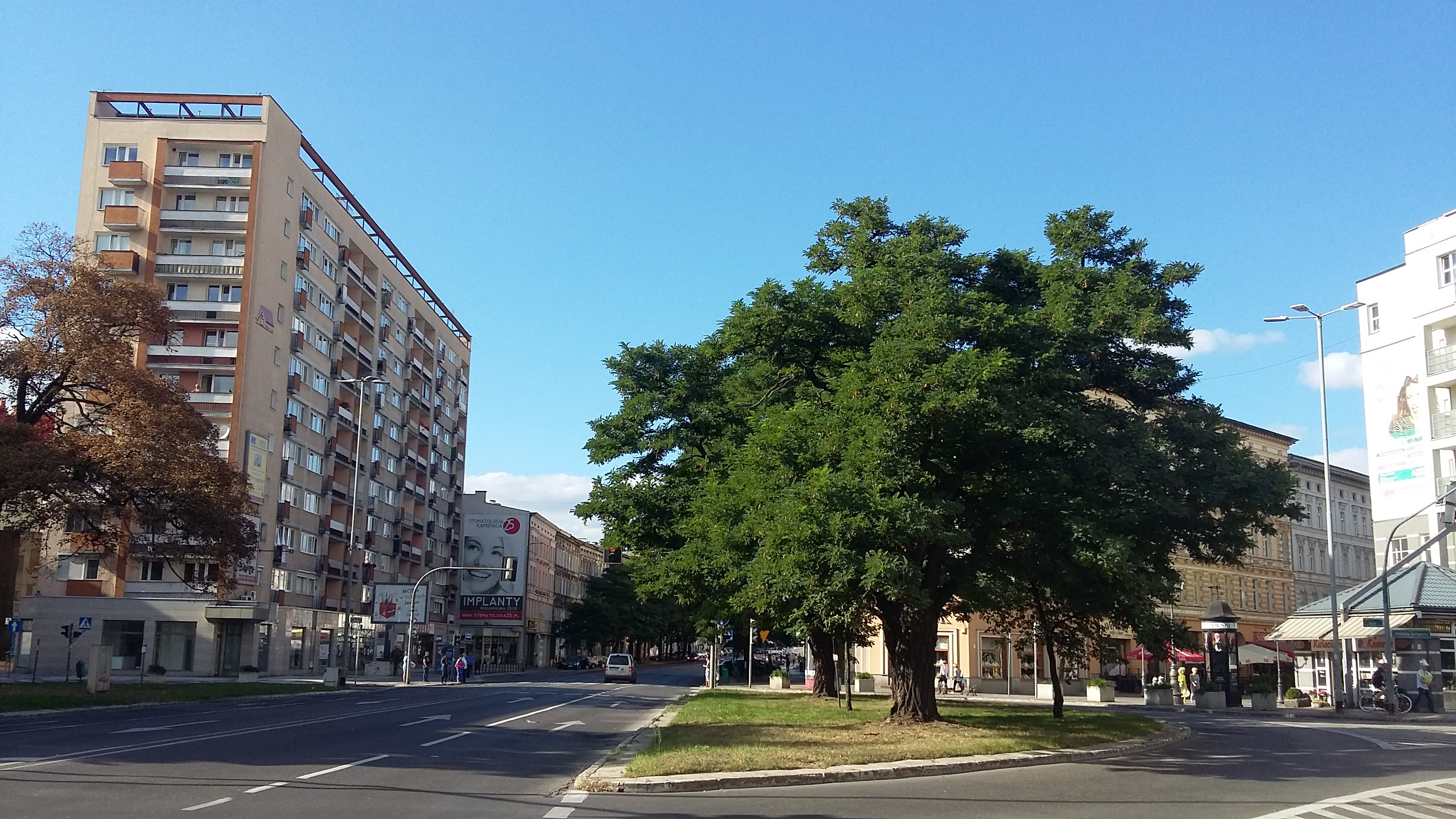
Plac Zgody, 2016